# Wykaz środków odurzających i substancji psychotropowych
Wykaz środków odurzających i substancji psychotropowych – lista substancji kontrolowanych, których posiadanie, produkcja, przetwarzanie, przewóz i obrót są nielegalne w Polsce bez posiadania odpowiedniego zezwolenia regulowanego ustawą o przeciwdziałaniu narkomanii. Substancje dzieli się na grupy w założeniu w zależności od stopnia ryzyka powstania uzależnienia w przypadku użycia ich w celach pozamedycznych oraz zakresu ich stosowania w celach medycznych. Od 21 sierpnia 2018 r. wykaz substancji zgodnie z ustawą znajduje się w rozporządzeniu ministra właściwego do spraw zdrowia.
Nowelizacja wykazów poprzez Ustawę z dnia 10 czerwca 2010 r. o zmianie ustawy o przeciwdziałaniu narkomanii weszła w życie 25 sierpnia 2010 roku, a niektóre z wykazów zostały uzupełnione w roku 2011, 2015 i 2018.
Wykazy I-N, II-N, III-N i IV-N polskiej ustawy są wzorowane na wykazach Jednolitej konwencji o środkach odurzających z 1961 roku, a wykazy I-P, II-P, III-P i IV-P – na wykazach Konwencji o substancjach psychotropowych z 1971 roku. Wykaz prekursorów objętych regulacjami Unii Europejskiej pokrywa się co do listy substancji (ale nie kategoryzacji) z tabelami Konwencji o zwalczaniu nielegalnego obrotu środkami odurzającymi i substancjami psychotropowymi z 1988.
Fakt, że wykaz nie zabrania stosowania danej substancji w celach medycznych, nie oznacza, że preparat tej substancji jest zarejestrowany jako lek gotowy lub surowiec do receptury. Obecnie spośród substancji objętych kontrolą zarejestrowanych jest tylko kilka opioidów (morfina, buprenorfina, oksykodon, petydyna, dihydrokodeina, fentanyl, metadon, pentazocyna, difenoksylat, kodeina, ponadto w recepturze etylomorfina), metylofenidat (stymulant na ADHD), benzodiazepiny i kilka innych depresantów OUN. Od grudnia 2012 jest zarejestrowany Sativex, preparat tetrahydrokannabinolu i kannabidiolu. Dostępne jako leki są również efedryna i pseudoefedryna (prekursory metamfetaminy i metkatynonu, ale pierwsza z nich ma także pewne właściwości psychoaktywne sama w sobie). Ponadto kilka leków jest zastrzeżonych do stosowania tylko w leczeniu szpitalnym (remifentanyl, sufentanil i ketamina). Ketamina jest także dostępna w preparatach weterynaryjnych.
Z drugiej strony część zarejestrowanych leków dostępnych na receptę ma działanie psychoaktywne, ale nie jest objęte wykazem. Tak jest np. w przypadku tramadolu i butorfanolu (ten drugi jest dostępny tylko jako preparat do leczenia zwierząt). Osobom sprzedającym te leki na czarnym rynku grozi odpowiedzialność za nielegalny handel lekami (taka sama jak przy handlu sterydami anabolicznymi).
W Polsce jedynie kilka preparatów z solami kodeiny oraz pseudoefedryny posiada status kategorii dostępności „OTC” – są dostępne w sprzedaży bez recepty (z ograniczeniami co do liczby opakowań). Natomiast pozostałe produkty lecznicze i surowce farmaceutyczne z poniższego Wykazu środków odurzających i substancji psychotropowych są dostępne zarówno na recepty zwykłe (oznaczone kategorią dostępności – „Rp.”) oraz na recepty z wtórnikiem (tzw. „recepty narkotyczne”, oznaczone kategorią dostępności – „Rpw.”). Przynależność do danej grupy w poniższym w wykazie nie jest tożsama z kategorią dostępności („Rp.” lub „Rpw.”) danego produktu leczniczego lub surowca farmaceutycznego do receptury aptecznej. Kategorię dostępności ustala URPL, w trakcie procesu rejestracji ubiegającego się producenta. Stąd wynikają różne kategorie dostępności dla preparatów nawet z tą samą substancją czynną, np. preparaty zawierające buprenorfinę są dostępne (w zależności od marki produktu) zarówno na „receptę zwykłą” „Rp.”, ale także na receptę tzw. „narkotyczną” z wtórnikiem „Rpw.” Ciekawym przykładem jest także produkt leczniczy „Indywidualny Zestaw Autostrzykawek Przeciwko Bojowym Środkom Trującym IZAS-05”, który zawiera m.in. diazepam. Jest on dostępny na receptę z wtórnikiem „Rpw.” mimo tego, że inne preparaty diazepamu są dostępne na receptę zwykłą „Rp.”
Ponadto niektóre produkty lecznicze, niezawierające substancji czynnych z Wykazu środków odurzających i substancji psychotropowych są również zarejestrowane z kategorią dostępności „Rpw.”, czyli na tzw. „narkotyczną” receptę z wtórnikiem. Przykładami takich produktów leczniczych są: Nalpain (zawierający nalbufinę), a w przeszłości taką kategorię miały preparaty modafinilu, czy stosowanego w leczeniu Choroby Parkinsona triheksyfenidylu (Parkopan) oraz nasennego leku złożonego Reladorm
Ponadto odnotowywane są przypadki odurzania się dostępnymi bez recepty lekami nieobjętymi wykazem (dekstrometorfanem, benzydaminą i dimenhydrynatem). Po nowelizacji ustawy z roku 2015, leki zawierające pseudoefedrynę, dekstrometorfan lub kodeinę wydawane są tylko osobom pełnoletnim i w ilości nie większej niż jedno opakowanie. Inną grupą substancji nieobjętych wykazem są tzw. dopalacze.

## Środki odurzające
Wykaz środków odurzających określony jest w załączniku 1 Ustawy o przeciwdziałaniu narkomanii.

### Grupa I-N
Środki odurzające grupy I-N to substancje o dużym potencjale uzależniającym, które mogą być stosowane w celach medycznych, naukowych i przemysłowych.
Grupa zawiera przetwory konopi i maku, liście koki, kokainę, ekgoninę, 16 roślin zdelegalizowanych w 2009 roku (z adnotacją Rośliny żywe lub susz, nasiona, wyciągi oraz ekstrakty), syntetyczne kannabinoidy (AM-694, CP 47,497 wraz z homologami, HU-210, RCS-4 oraz kilkanaście związków odkrytych przez Johna W. Huffmana, których oznaczenia zaczynają się akronimem JWH). Reszta substancji to opioidy.
- 4Cl-iBF[a]
- 4F-iBF[a]
- 5F-ADB[a]
- 5F-AKB-48[b]
- A-834,735[b]
- AB-001[b]
- AB-FUBINACA[b]
- acetorfina
- acetylo-α-metylofentanyl
- acetylometadol
- ADB-CHMINACA[a]
- AH-7921[b]
- akrylofentanyl[a]
- alfaacetylometadol
- alfameprodyna
- alfametadol
- alfaprodyna
- alfentanyl
- alliloprodyna
- AM-694
- AM-1220[b]
- AM-1248[b]
- AM-2201[b]
- AM-2233[b]
- anilerydyna
- apica[b]
- apinaca[b]
- Argyreia nervosa[c]
- Banisteriopsis caapi[c]
- benzetydyna
- benzylomorfina
- betacetylometadol
- 5-F-PB-22[b]
- 5-FUR-144[b]
- β-hydroksyfentanyl
- β-hydroksy-3-metylofentanyl
- betameprodyna
- betametadol
- betaprodyna
- bezytramid
- butyrfentanyl[b]
- 4-fluorobutyrfentanyl[b]
- Calea zacatechichi[c]
- Catha edulis[c]
- CP 47,497 i jego homologi C6, C8, C9[d]
- Cyklopropylofentanyl[a]
- dekstromoramid
- dezomorfina
- diampromid
- dietylotiambuten
- difenoksylat
- difenoksyna
- dihydroetorfina
- dihydromorfina
- dimefeptanol
- dimenoksadol
- dimetokaina[b]
- dimetylotiambuten
- dipipanon
- drotebanol
- EAM-2201[b]
- Echinopsis pachanoi[c]
- ekgonina
- etokserydyna
- etonitazen
- etorfina
- etylometylotiambuten
- fenadokson
- fenampromid
- fenazocyna
- fenomorfan
- fenoperydyna
- fentanyl
- para-fluorofentanyl
- fluorotropakokaina[b]
- furetydyna
- heroina
- HU-210[e]
- hydrokodon
- 3-(4-hydroksymetylobenzoilo)-1-pentyloindol[b]
- hydroksypetydyna
- hydromorfinol
- hydromorfon
- izometadon
- IZOTONITAZEN[13]
- JWH-007[f]
- JWH-015[b][f]
- JWH-018[f]
- JWH-019[b][f]
- JWH-073[f]
- JWH-081[f]
- JWH-098[b][f]
- JWH-122[f]
- JWH-166[b][f]
- JWH-200[f]
- JWH-201[b][f]
- JWH-203[f]
- JWH-208[b][f]
- JWH-210[f]
- JWH-250[f]
- JWH-251[b][f]
- JWH-302[b][f]
- JWH-307[b][f]
- JWH-368[b][f]
- JWH-398[f]
- kamfetamina[b]
- karfentanyl[a]
- ketobemidon
- klonitazen
- kodoksym
- koka liście
- kokaina
- konopi ziele[g]
- Leonotis leonurus[c]
- lewometorfan
- lewomoramid
- leworfanol
- lewotenacylomorfan
- makowej słomy koncentraty i wyciągi[h]
- MAM-2201[b]
- metadon
- metadonu półprodukt
- metazocyna
- metopon
- α-metylofentanyl
- α-metylotiofentanyl
- metylodezorfina
- metylodihydromorfina
- 3-metylofentanyl
- 3-metylotiofentanyl
- Mimosa tenuiflora[c]
- mirofina
- Mitragyna speciosa[c]
- mitragynina[b]
- moramidu półprodukt
- morferydyna
- morfina
- morfiny metylobromek oraz inne pochodne morfiny zawierające azot czwartorzędowy (w tym N-tlenek kodeiny)
- morfiny N-tlenek
- MPPP
- MT-45[b]
- nalbufina[b]
- nikomorfina
- noracymetadol
- norleworfanol
- normetadon
- normorfina
- norpipanon
- Nymphaea caerulea[c]
- opium i nalewka z opium
- oksykodon
- oksymorfon
- oripawina
- Peganum harmala[c]
- PEPAP
- petydyna
- petydyny półprodukt A
- petydyny półprodukt B
- petydyny półprodukt C
- piminodyna
- pirytramid
- proheptazyna
- properydyna
- Psychotria viridis[c]
- quchic[b]
- qupic[b]
- racemetorfan
- racemoramid
- racemorfan
- RCS-2[b]
- RCS-4
- remifentanyl
- Rivea corymbosa[c]
- Salvia divinorum[c]
- STS-135[b]
- sufentanil
- syntekaina[b]
- Tabernanthe iboga[c]
- tebaina
- tebakon
- tiofentanyl
- THJ-018[b]
- Trichocereus peruvianus[c]
- trimeperydyna
- tylidyna
- U-47700[a]
- UR-144[b]
- żywica konopi
- FU-F[a]
- MDMB-CHMICA[a]
- AB-CHMINACA[a]
- AB-PINACA[a]
- THF-F[a]
- okfentanyl[a]
- acetylofentanyl[a]
- metoksyacetylofentanyl[a]
- CUMYL-4CN-BINACA[a]
- butanian dioksafetylu[a]

oraz:
- izomery środków odurzających wymienionych w niniejszej grupie, jeżeli istnienie takich izomerów jest możliwe w ramach użytego oznaczenia chemicznego, chyba że izomery takie są wyraźnie wyłączone,
- estry i etery środków odurzających wymienionych w niniejszej grupie, jeżeli istnienie takich estrów i eterów jest możliwe, chyba że są one wymienione w innej grupie,
- sole środków odurzających wymienionych w niniejszej grupie, włączając w to sole estrów, eterów i izomerów, o których mowa wyżej, jeżeli istnienie takich soli jest możliwe.

Ustawa (w przeciwieństwie do Jednolitej konwencji o środkach odurzających) nie wymienia explicite dekstrometorfanu i dekstrorfanu jako wyłączonych izomerów, jednak w praktyce nie są one objęte kontrolą.

### Grupa II-N
Środki odurzające grupy II-N to substancje o średnim potencjale uzależniającym, które mogą być stosowane w celach medycznych, naukowych i przemysłowych.
Grupa zawiera wyłącznie opioidy.
- acetylodihydrokodeina
- kodeina
- dekstropropoksyfen
- dihydrokodeina
- etylomorfina
- folkodyna
- nikodykodyna
- nikokodyna
- norkodeina
- propiram

oraz:
- izomery środków odurzających wymienionych w niniejszej grupie, jeżeli istnienie takich izomerów jest możliwe w ramach użytego oznaczenia chemicznego, chyba że istnienie takich izomerów jest wyraźnie wyłączone,
- sole środków odurzających wymienionych w niniejszej grupie, włączając w to sole estrów, eterów i izomerów, o których mowa wyżej, jeżeli istnienie takich soli jest możliwe.

### Grupa III-N (preparaty środków grup I-N i II-N objęte kontrolą złagodzoną)
Środki odurzające grupy III-N to substancje o nieznacznym potencjale uzależniającym podlegające kontroli złagodzonej. Preparaty zawierające substancje z tej grupy mogą być wydawane z apteki bez recepty.
Grupa zawiera wyłącznie preparaty opioidów.
- preparaty zawierające oprócz innych składników kodeinę, której ilość nie przekracza 50 mg w jednej dawce lub stężenie nie przekracza 1,5% w preparatach w formie niepodzielonej.
- preparaty zawierające oprócz innych składników:
- acetylodihydrokodeinę,
- dihydrokodeinę,
- etylomorfinę,
- norkodeinę,
- nikodykodynę,
- nikokodynę,

w których ilość środka odurzającego nie przekracza 100 mg w jednej dawce lub stężenie nie przekracza 2,5% w preparatach w formie niepodzielonej.
- preparaty zawierające w jednej dawce najwyżej 2,5 mg difenoksylatu obliczonego w postaci zasady i nie mniej niż 0,025 mg siarczanu atropiny w jednej dawce.
- preparaty zawierające w jednej dawce nie więcej niż 0,5 mg difenoksyny oraz takie ilości winianu atropiny, które odpowiadają co najmniej 5% dawki difenoksyny.

### Grupa IV-N (podzbiór I-N objęty kontrolą zaostrzoną)
Środki odurzające grupy IV-N to substancje, co do których stosowana jest kontrola zaostrzona i mogą być stosowane wyłącznie w celu prowadzenia badań oraz w lecznictwie zwierząt.
Grupa zawiera opioidy i przetwory konopi.
- acetorfina[i]
- acetylo-α-metylofentanyl
- α-metylofentanyl
- 3-metylotiofentanyl
- β-hydroksyfentanyl
- β-hydroksy-3-metylofentanyl
- dezomorfina
- etorfina[i]
- heroina
- ketobemidon
- konopi ziele[g]
- żywica konopi
- 3-metylofentanyl
- MPPP
- para-fluorofentanyl
- PEPAP
- tiofentanyl
- karfentanyl[a]
- acetylofentanyl[a]

oraz:
- izomery środków odurzających wymienionych w niniejszej grupie, jeżeli istnienie takich izomerów jest możliwe w ramach użytego oznaczenia chemicznego, chyba że izomery takie są wyraźnie wyłączone,
- estry i etery środków odurzających wymienionych w niniejszej grupie, jeżeli istnienie takich estrów i eterów jest możliwe, chyba że są one wymienione w innej grupie,
- sole środków odurzających wymienionych w niniejszej grupie, włączając w to sole estrów, eterów i izomerów, o których mowa wyżej, jeżeli istnienie takich soli jest możliwe.

## Substancje psychotropowe
Substancje psychotropowe określone są w załączniku 2 Ustawy o przeciwdziałaniu narkomanii.

### Grupa I-P
Substancje psychotropowe grupy I-P to substancje o braku zastosowań medycznych i o dużym potencjale nadużywania, które są wyłączone z obrotu farmaceutycznego i mogą być używane jedynie w celu prowadzenia badań naukowych.
- 2A-I[b]
- 2A-T[b]
- 2C-I
- 2C-T-2
- 2C-T-7
- 3F-MA[b]
- 25B-NBOMe[b]
- 25C-NBOMe[b]
- 25D-NBOMe[b]
- 25E-NBOMe[b]
- 25G-NBOMe[b]
- 25H-NBOMe[b]
- 25I-NBOMe[b]
- 25I-NBMD[b]
- 25N-NBOMe[b]
- 4-AcO-DiPT[b]
- 4-AcO-DMT[b]
- 4-AcO-MET[b]
- 3-CMC[a]
- 4-CMC[a]
- 4-EMC (4-etylometkatynon)
- 3-FMC (3-fluorometkatynon)[b]
- 4-FMC (4-fluorometkatynon)
- 4-HO-DiPT[b]
- 4-HO-MET[b]
- 4-MEC (4-metylo-N-etylokatynon)
- 4-MTA
- 5-APB[b]
- 5-IT[b]
- 5-MAPB[b]
- 5-MeO-DALT[b]
- 5-MeO-DMT[b]
- 5-MeO-MiPT[b]
- 6-APB[b]
- 6-APDB[b]
- brefedron[b]
- brolamfetamina (DOB)
- bufedron[b]
- butylon
- deoksypipradrol (2-DPMP)[b]
- dibutylon[b]
- DET
- DMA
- 4,4'-DMAR[a]
- DOET
- DMHP
- DMT
- 3,4-dimetylometkatynon (3,4-DMMC)[b]
- difenyloprolinol (D2PM)[b]
- DOC[a]
- etycyklidyna
- etkatynon (N-etylokatynon)[b]
- etryptamina
- eetylobufedron (NEB)[b]
- etylon[b]
- eutylon[b]
- heksedron[b]
- izopentedron[b]
- N-hydroksy-MDA
- 4-metyloaminoreks
- 4-metylo-N-etylokatynon[b]
- 4-fluoroamfetamina
- katynon
- LSD-25
- MDEA
- MDMA
- MDPBP[b]
- MDPPP[b]
- mefedron
- metafedron[b]
- MMDA
- MPBP[b]
- meskalina
- metamfepramon (dimetylokatynon, dimepropion)[b]
- metedron (4-metoksymetkatynon, PMMC)[b]
- metylobufedron[b]
- metkatynon
- metylon
- nafyron
- paraheksyl
- α-PBP[b]
- pentedron (α-metyloaminowalerofenon)[b]
- pentylon (bk-MBDP)[b]
- PMA
- PMMA[j]
- pMPPP[b]
- proskalina[b]
- psylocyna
- psylocybina
- RH-34[b]
- rolicyklidyna
- STP (dimetoksyamfetamina, DOM)
- tenamfetamina
- tenocyklidyna
- TMA
- trimetoksyamfetaminy: TMA-2, TMA-6
- HEX-EN (N-etyloheksedron)[a]

- tetrahydrokannabinole – następujące izomery i ich warianty stereochemiczne:
  - Δ6a,10a-tetrahydrokannabinol – 7,8,9,10-tetrahydro-6,6,9-trimetylo-3-pentylo-6H-dibenzo[b,d]piran-1-ol,
  - Δ6a,7-tetrahydrokannabinol – (9R,10aR)-8,9,10,10a-tetrahydro-6,6,9-trimetylo-3-pentylo-6H-dibenzo[b,d]piran-1-ol,
  - Δ7-tetrahydrokannabinol – (6aR,9R,10aR)-6a,9,10,10a-tetrahydro-6,6,9-trimetylo-3-pentylo-6H-dibenzo[b,d]piran-1-ol,
  - Δ8-tetrahydrokannabinol – (6aR,10aR)-6a,7,10,10a-tetrahydro-6,6,9-trimetylo-3-pentylo-6H-dibenzo[b,d]piran-1-ol,
  - Δ10-tetrahydrokannabinol – 6a,7,8,9-tetrahydro-6,6,9-trimetylo-3-pentylo-6H-dibenzo[b,d]piran-1-ol,
  - Δ9,11-heksahydrokannabinol – (6aR,10aR)-6a,7,8,9,10,10a-heksahydro-6,6,9-trimetylo-3-pentylo-6H-dibenzo[b,d]piran-1-ol,

oraz:
- sole substancji zamieszczonych w tej grupie w każdym przypadku, gdy istnienie takich soli jest możliwe,
- stereoizomery substancji zamieszczonych w tej grupie, jeżeli istnienie takich stereoizomerów jest możliwe w ramach użytego oznaczenia chemicznego, chyba że stereoizomery takie są wyraźnie wyłączone.

### Grupa II-P
Substancje psychotropowe grupy II-P to substancje o niewielkich zastosowaniach medycznych i o dużym potencjale nadużywania, które mogą być stosowane w celach medycznych, naukowych i przemysłowych.
- 2C-B
- 2C-B[b]
- 2C-C[b]
- 2C-D[b]
- 2C-G[b]
- 2C-N[b]
- 2C-P[b]
- amfetamina
- amineptyna
- 4-BEC (4-bromoetkatynon)[b]
- benzylopiperazyna
- DBZP (dibenzylopiperazyna)[b]
- deksamfetamina
- etylofenidat[b]
- fencyklidyna
- fenetylina
- fenmetrazyna
- ketamina
- GHB[k]
- lewamfetamina
- lewometamfetamina
- MBZP[b]
- mCPP[b]
- meklokwalon
- 3-MeO-PCE (3-metoksyetycyklidyna)[b]
- 3-MeO-PCP (3-metoksyfencyklidyna)[b]
- MeOPP (pMPP, 4-MPP, paraperazyna)[b]
- metakwalon
- metamfetamina (dekstro i racemat)
- metiopropamina (MPA)[b]
- metoksetamina (MXE)[b]
- 4-metyloamfetamina (4-MA)[b]
- metylofenidat
- pentazocyna
- pFPP
- salwinoryna A[b]
- sekobarbital
- TFMPP
- Δ9-tetrahydrokannabinol i jego warianty stereochemiczne
- zipeprol
- CUMYL-PEGACLONE (SGT-151)[13]
- MDMB-4en-PINACA[13]
- DIFENIDYNA[13]
- 4F-MDMB-BICA[13]

oraz:
- izomery substancji psychotropowych wymienionych w niniejszej grupie, jeżeli istnienie takich izomerów jest możliwe w ramach użytego oznaczenia chemicznego, chyba że izomery takie są wyraźnie wyłączone,
- estry i etery substancji psychotropowych wymienionych w niniejszej grupie, jeżeli istnienie takich estrów i eterów jest możliwe, chyba że są one wymienione w innej grupie,
- sole substancji psychotropowych wymienionych w niniejszej grupie, włączając w to sole estrów, eterów i izomerów, o których mowa wyżej, jeżeli istnienie takich soli jest możliwe.

### Grupa III-P
Substancje psychotropowe grupy III-P to substancje o istotnych zastosowaniach medycznych i średnim potencjale nadużywania, które mogą być stosowane w celach medycznych, naukowych i przemysłowych.
- amobarbital
- buprenorfina
- butalbital
- cyklobarbital
- flunitrazepam
- glutetimid
- katyna
- pentobarbital

oraz sole substancji zamieszczonych w tej grupie w każdym przypadku, gdy istnienie takich soli jest możliwe.

### Grupa IV-P
Substancje psychotropowe grupy IV-P to substancje o istotnych zastosowaniach medycznych i małym potencjale nadużywania, które mogą być stosowane w celach medycznych, naukowych i przemysłowych.
- 2C-E
- allobarbital
- alprazolam
- amfepramon
- aminoreks
- barbital
- benzfetamina
- bromazepam
- brotizolam
- butobarbital
- 4-Cl-α-PPP[b]
- chlordiazepoksyd
- delorazepam
- diazepam
- diklazepam (2-chlorodiazepam, Ro 5-3448)[13]
- estazolam
- etchlorwynol
- etylamfetamina
- etynamat
- fendimetrazyna
- fenkamfamina
- fenobarbital
- fenproporeks
- fentermina
- flubromazolam[13]
- fludiazepam
- flurazepam
- halazepam
- haloksazolam
- kamazepam
- ketazolam
- klobazam
- klonazepam
- klonazolam[13]
- klorazepat
- kloksazolam
- klotiazepam
- lefetamina
- loflazepinian etylowy
- loprazolam
- lorazepam
- lormetazepam
- mazindol
- MDPEA
- MDPV
- medazepam
- mefenoreks
- meprobamat
- metylofenobarbital
- metyprylon
- mezokarb
- midazolam
- MMDPEA (5-metoksy-MDPEA)[b]
- nimetazepam
- nitrazepam
- nordazepam
- oksazepam
- oksazolam
- pemolina
- α-PHP[b]
- pinazepam
- pipradrol
- pirowaleron
- α-PPP[b]
- prazepam
- α-PVP[b]
- sekbutabarbital
- tapentadol
- temazepam
- tetrazepam
- triazolam
- winylbital
- zaleplon
- zolpidem
- zopiklon

oraz sole substancji zamieszczonych w tej grupie w każdym przypadku, gdy istnienie takich soli jest możliwe.

## Aktualizacja 20 lipca 2018 r.
Ustawa z dnia 20 lipca 2018 r. o zmianie ustawy o przeciwdziałaniu narkomanii oraz ustawy o Państwowej Inspekcji Sanitarnej określa listę nowych substancji psychoaktywnych, których posiadanie jest powiązane z mniejszymi sankcjami. Lista ta została wprowadzona w celu walki z tzw. dopalaczami.

### Wykaz nowych substancji psychoaktywnych
- 4-CEC (4-chloroetkatynon)
- 5-Cl-UR-14
- 2-CMC (2-chlorometkatynon)
- 4-EEC (4-etyloetkatynon)
- 5F-AB-PINACA
- 5F-AMB
- 3-Me-MAPB
- 4-metylo-N,N-DMC (4-MDMC)
- NM-2201
- PV8 (alfa-PEP, alfa-PHPP)
- THJ-2201
- alfa-PVT (α-pirolidynopentiotiofenon, α-pirolidynowalerotiofenon)
- NEP (α-etyloaminopentiofenon, N-etylonorpentedron, alfaetyloaminowalerofenon, alfa-EAPP)
- 5-DBFPV (3-deoxy-3,4-MDPV)
- 4-Cl-α-PVP
- NEMNP (4-metylo-N-etylonorpentedron, 4-MEAP, 4-metyl-alfa-etylaminopentiofenon)
- 5F-AMBICA (N-(1-amino-3-metylo-1-oksobutan-2-ylo)-1-(5-fluoropentylo)-1H-indol-3-karboksyamid)
- TH-PVP (2-(pirolidyn-1-ylo)-1-(5,6,7,8-tetrahydronaftalen-2-ylo)pentan-1-on)
- N-propylopentedron[l]
- N-izopropylopentedron[l]
- α-PHiP (αpirolidynoizoheksanofenon)
- 3-CEC (3-chloroetkatynon)
- AMB-CHMICA (MMB-CHMICA)
- MDPHP (1-(1,3-benzodioksol-5-ylo)-2-(1-pirolidyn-1-ylo)heksan-1-on)
- 4-fluoropentedron (4-FPD)
- MPHP (4-metylo-α-pirolidynoheksofenon)
- etizolam
- benzylofentanyl
- 3-fluorofenmetrazyna (3-FPM, 3F-fenmetrazyna, PAL-593, 3-FPH, 3-FMP)
- 3-hydroksyfenazepam (3-hydroxy BD 98)
- 4-HO-MiPT (4-hydroksy-N-metylo-nizopropylotryptamina)
- ALD-52 (N-acetylo-LSD, ALD)
- ETH-LAD (N-etylnor LSD, dietyloamid kwasu 6-etylo-6-norlizergowego)
- pF-4-metyloaminoreks (4-fluoro-4-metyloaminoreks, parafluoro-4-metyloaminoreks)
- 3-HO-PCP (3-hydroksyfencyklidyna)[13]
- 1cP-LSD (dietyloamid kwasu 1-cyklopropionylo-d-lizergowego)[13]
- Muscymol [14]
- Kwas ibotenowy[14]

## Prekursory narkotykowe
Dawniej załącznik 1 Ustawy o przeciwdziałaniu narkomanii określał wykaz prekursorów narkotykowych (a załączniki 2 i 3 odpowiednio środki odurzające i substancje psychotropowe). Obejmował on nitroetan i benzaldehyd, które obecnie nie są objęte kontrolą (nie są i nie były też objęte Konwencją o zwalczaniu nielegalnego obrotu środkami odurzającymi i substancjami psychotropowymi), a ponadto miał nieco inną kategoryzację substancji. Listę prekursorów określa Rozporządzenie (WE) nr 273/2004.

### Kategoria 1
Prekursory kategorii 1 (dawniej grupa I-R) to substancje o dużym potencjale użycia do produkcji narkotyków.
- efedryna i pseudoefedryna
- ergometryna
- ergotamina
- fenyloaceton
- fenylopropanoloamina (norefedryna)
- izosafrol (cis + trans)
- kwas N-acetyloantranilowy
- kwas lizergowy
- 3,4-metylenodioksyfenylopropan-2-on
- piperonal
- safrol

oraz:
- formy stereoizomeryczne substancji wymienionych w tej kategorii, niebędące katyną, w każdym przypadku gdy występowanie takich form jest możliwe,
- sole substancji wymienionych w tej kategorii, niebędące solami katyny, w każdym przypadku gdy istnienie takich soli jest możliwe.

### Kategoria 2
Prekursory kategorii 2 (dawniej grupa IIA-R) to substancje o małym potencjale użycia do produkcji narkotyków.
- Podkategoria 2A
  - bezwodnik octowy
- Podkategoria 2B
  - kwas fenylooctowy
  - kwas antranilowy
  - piperydyna
  - nadmanganian potasu

oraz sole substancji wymienionych w tej kategorii w każdym przypadku, gdy istnienie takich soli jest możliwe. Użytkownicy prekursorów podkategorii 2A mają obowiązek, przed ich nabyciem, uzyskać rejestrację u Inspektora do spraw Substancji Chemicznych.

### Kategoria 3
Prekursory kategorii 3 (dawniej grupa IIB-R) to substancje powszechnie dostępne o nikłym potencjale użycia do produkcji narkotyków.
- kwas solny
- kwas siarkowy
- toluen
- eter dietylowy
- aceton
- butanon

oraz sole substancji wymienionych w tej kategorii, niebędące solami kwasu solnego i kwasu siarkowego, w każdym przypadku gdy istnienie takich soli jest możliwe.